# Vorarlberg Online
Vorarlberg Online (kurz VOL.at) ist ein österreichisches Nachrichtenportal mit starkem regionalem Fokus auf das Bundesland Vorarlberg. Das Onlineportal gehört zum digitalen Geschäftsbereich von Russmedia, dem größten Medienhaus Vorarlbergs.

## Geschichte
1995 wurde das Nachrichtenportal vom damaligen Vorarlberger Medienhaus, dem heutigen Russmedia-Konzern, gegründet. Erst Ende Mai 2012 wurden die beiden zuvor voneinander getrennten Redaktionen von Vorarlberger Nachrichten, der größten Tageszeitung Vorarlbergs, und VOL.at im Rahmen einer crossmedialen Verflechtung miteinander verschmolzen. Im September 2019 griffen laut Erhebung der Österreichischen Webanalyse monatlich 1.728.902 „Unique Clients“, also Anzahl der Endgeräte, auf die Seite zu. Laut der gleichen Erhebung erreicht VOL.AT pro Monat 68,9 % der Vorarlberger Internetnutzer. In Kombination mit den weiteren Portalen in Vorarlberg aus dem Hause Russmedia werden 74,7 % erreicht. Das Portal orf.at kommt bei den Einzelangeboten an der zweiten Stelle mit 44 % Reichweite.

## Struktur

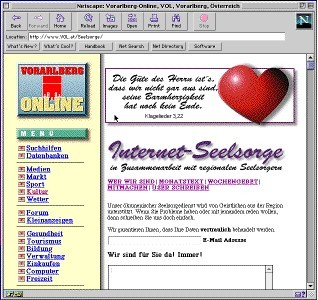
Die ökumenische Internet-Seelsorge der Schweiz am 1. Januar 1996 bei Vorarlberg Online

Am Standort von Russmedia in Schwarzach im Vorarlberger Rheintal sind über Zehn Online-Redakteure sowie Teilzeit- und mobile Außendienstmitarbeiter beschäftigt. Von etwa 200 unterschiedlichen Artikeln, die im Tagesdurchschnitt auf VOL.at veröffentlicht werden, sind daher nur etwa 20 Prozent Eigenproduktionen, der Rest wird größtenteils von Nachrichtenagenturen wie der Austria Presse Agentur übernommen. Neben Nachrichten aus der Region und internationalen Geschichten veröffentlicht VOL.at aber auch Artikel, die von so genannten „Leserreportern“, also Freiwilligen Laien erstellt und eingesendet werden. Diese Artikel werden in eigenen Unter-Seiten für jede einzelne der 96 Gemeinden Vorarlbergs eingestellt.
Neben Vorarlberg Online gehört auch die Plattform vienna.at mit Regionalnachrichten für das Bundesland Wien zum Unternehmen Russmedia Digital. Dieses Portal wird zum größten Teil mit Nachrichten aus der Stammredaktion von VOL.at versorgt und mit Nachrichten aus dem Bundesland ergänzt.
Zu den oben genannten Angeboten publiziert Russmedia Digital weiter Portale wie Ländleimmo, Ländlejob, Ländleanzeiger oder Ländleauto. Am Standort Schwarzach und Wien arbeiten ca. 90 Personen für das Unternehmen.